# Hon trodde det var han
Hon trodde det var han är en svensk komedifilm från 1943 i regi av Per-Axel Branner.

## Handling
Författaren Mark Storm dras med en sjunkande läsarkrets. Efter en blöt kväll med några gubbar, som Storm stiftat bekantskap med stöter han ihop med dynamitarden Kurret som i stort har samma utseende som Storm. Storm blev tidigare under kvällen rånad och tvingar Kurret att byta identitet med honom (annars tillkallar han polis) för att få tillbaka sina stulna ägodelar från tjuvnästet och kanske få spännande uppslag till en ny bok.

## Om filmen
Premiär i Stockholm 28 augusti 1943. Filmen har också visats på SVT och TV4 Film.

## Rollista (urval)
- Edvin Adolphson - Mark Storm, författare/dynamitarden Kurret
- Anne-Margrethe Björlin - Elsa Selling
- Naemi Briese - Carmen
- Carl Hagman - major Stålhammar
- Carl-Gunnar Wingård - ingenjör Berglund
- Åke Claesson - bokförläggaren
- Marianne Löfgren - fröken Nyström, Storms sekreterare
- Hilding Gavle - Svenska Akademiens sekreterare
- Ragnar Widestedt - direktören på fjällhotellet
- Agda Helin - majorskan, gäst på fjällhotellet
- Carl Deurell - Bengtsson, kolargubbe
- David Erikson - portier på fjällhotellet
- Sture Baude - Farfar, ordförande i Tjuvarnas Akademi
- Tom Walter - Fimpen
- Harry Ahlin - Smockan
- John Melin - Bomben, sekreteraren i Tjuvarnas Akademi
- Siegfried Fischer - Tjacket
- "Kulörten" Andersson - Snoken
- John Norrman - Svängbulten
- Artur Cederborgh - Kisen
- John Starck - Dansken
- Wilma Malmlöf - Hulda, föreståndarinnan på ungkarlshotellet
- John Elfström - konstapel (ej krediterad)